# St. Jakobus (Eggmannsried)

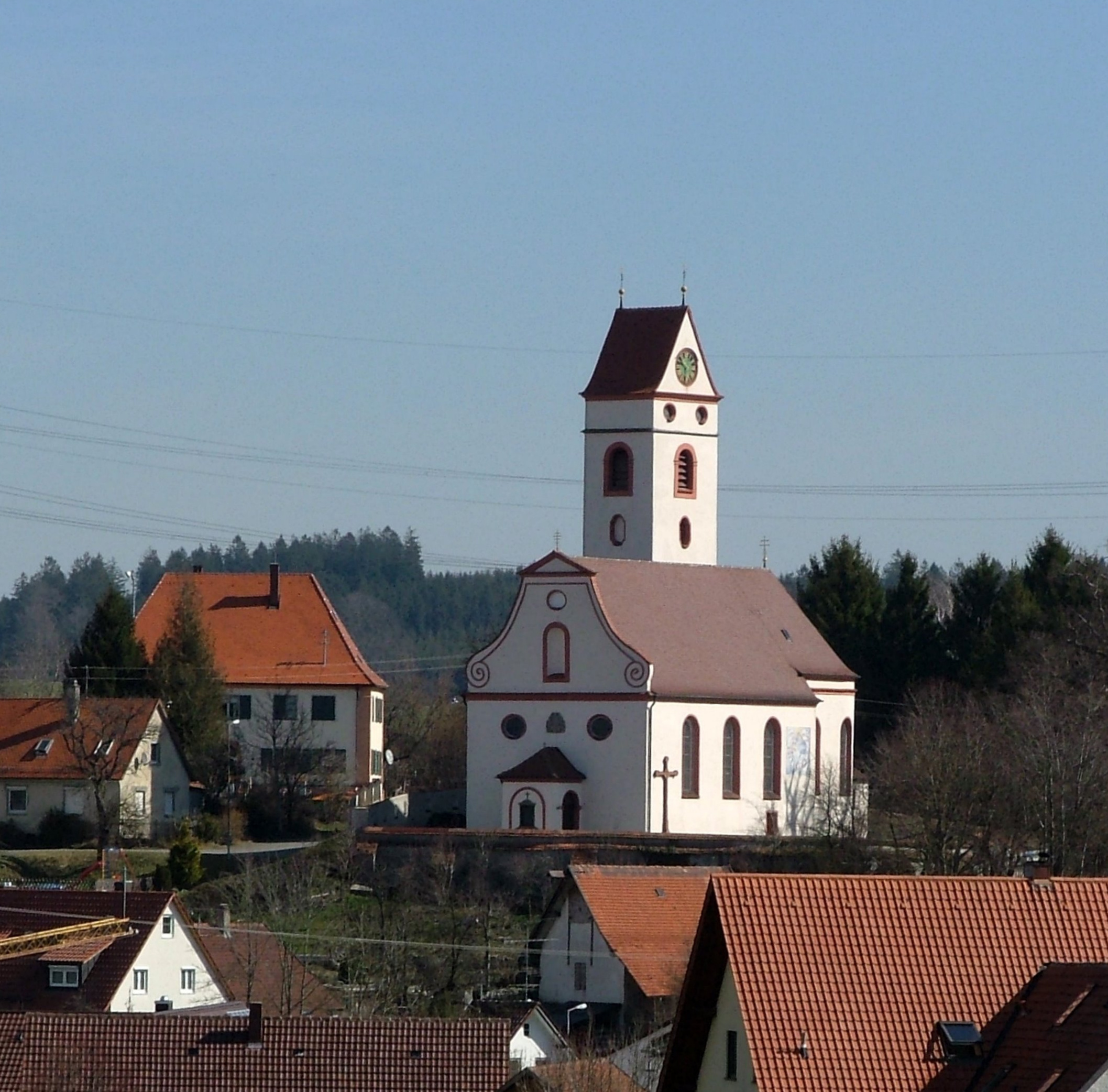
Pfarrkirche St. Jakobus

Die Pfarrkirche St. Jakobus in Eggmannsried, einem Gemeindeteil der Stadt Bad Wurzach im Landkreis Ravensburg in Baden-Württemberg, ist eine römisch-katholische Barockkirche. Auf der Anhöhe oberhalb des Ortes gelegen, ist sie in der Umgebung weithin sichtbar.

## Baugeschichte
Eine mittelalterliche Pfarrkirche St. Jakobus wurde 1275 erstmals genannt. Von ihr sind keine Spuren erhalten. 1721 berichtete der Schussenrieder Abt Didacus Ströbele, dass sie „schier zu Boden gefallen“ sei. So erfolgte 1722 der Abriss, und ein Neubau wurde in Angriff genommen.
Vermutlich erstellte der Schussenrieder Klosterbaumeister Michael Mohr der Jüngere (1682–1732) die Risse für den Rohbau. Als ausführender Architekt wird sein Schüler und Nachfolger Jakob Emele genannt. 1724 wurden Seitenaltäre, Hochaltar, die Kanzel und das Chorgestühl geliefert. Die bildhauerischen Werke, einschließlich des plastischen Altarschmucks, stammen von Johann Georg Prestel († 1778) aus Ravensburg. Die Farbfassungen und Altargemälde schuf der Appenzeller Künstler Gabriel Weiß (1682–1760). Am 25. Oktober 1725 wurde die Kirche durch den Konstanzer Weihbischof Franz Anton von Sirgenstein geweiht.
Durch das Kloster Schussenried und durch Stifter gelangten danach weitere Kunstwerke in die Kirche. 1932–1935 und 1978–1983 erfolgten Instandsetzungen und grundlegende Renovierungen.

## Außenbau
Um den fast runden Kirchhof, der St. Jakobus umgibt, schließt sich eine hohe Mauer. Die Fassaden sind durchweg glatt verputzt. Auf der Westseite befindet sich ein kleiner Vorbau. Durch seitlich dort eingefügte Rundbogenportale gelangt man ins Innere. Über dem Vorbau befinden sich zwei querovale Fenster, zwischen denen ein Wappenschild mit Bauinschrift angebracht ist. Es zeigt die springenden Löwen des Klosters Schussenried sowie einen Stern über drei Blüten, die den Bauherrn Didacus Ströbele repräsentieren. Im Volutengiebel oberhalb der Westfassade befindet sich mittig eine leere Rundbogennische, in der wohl ursprünglich eine Skulptur des Kirchenpatrons stand, und über ihr ein querovales Blendfenster.
An beiden Langhausseiten befinden sich jeweils drei hohe Rundbogenfenster. An dem halbrunden Chor ist eine quadratische Sakristei in der Mittelachse angegliedert. Ein einfach gestaltetes Satteldach schließt den Bau nach oben ab.
Der glatt verputzte Turm an der Nordseite des Chores steht leicht verkantet zum Grundriss der Kirche. Vermutlich stammt das Untergeschoss vom Vorgängerbau. Das Mauerwerk im mittelalterlichen unteren Teil besteht aus Findlingsgeröll und besitzt Schlitzfenster, während im barocken oberen Teil ab der Glockenstube Backsteine und Ziegel verwendet wurden. Über geschweiften Rechteckfenstern sind Schallöffnungen in Rundbogenform ins Mauerwerk eingelassen. Darüber befindet sich über einem Gesimsband eine Art Attika mit kleeblattförmigen Luken. Ein Satteldach bildet den oberen Abschluss des Turms. Die beiden Wetterfahnen auf dessen First zeigen nochmals die Wappen des Klosters und des Bauherrn.

## Innenraum

### Architektur
Das Langhaus besitzt einen einfachen rechteckigen Grundriss ohne Gliederung. Die Empore im westlichen Joch wird von zwei Säulen gestützt und ist in der Mitte halbkreisförmig vorgezogen. Die Orgel an der Rückseite mit ihrem fünfteiligen Prospekt wurde von Albert Reiser aus Biberach erbaut.
Der Chor ist gegenüber dem Langhaus um zwei Stufen erhöht. Sein einfacher halbkreisförmiger Grundriss ist ebenfalls ungegliedert. Stuckprofile auf Höhe der Kämpfer betonen den Chorbogen. Licht gelangt durch zwei Fensterachsen im Süden, eine im Norden und einen Oculus mit Goldglas hinter dem Hochaltar in den Chorraum. Darunter befindet sich die Tür zur Sakristei. An der Nordseite des Chores ist der Zugang zum Turm in den Beichtstuhl integriert.

### Deckengestaltung
Die Holzdecke im Langhaus ist durch Profilleisten in 7 × 10 rechteckige Felder in Längs- und Querrichtung aufgeteilt. Zur Mittelachse hin werden die Felder breiter. An den Kreuzungen der Leisten befinden sich Bildtafeln in verschiedenen geometrischen Formen mit Gemälden von Gabriel Weiß. Zentrales Bild ist eine Darstellung der Himmelfahrt Mariens. Darum herum gruppieren sich Gemälde der vier Erzengel Michael, Gabriel, Uriel und Raphael. Im Westen und Osten folgen Bilder der Heiligen Anna, Joachim, Elisabeth und Zacharias. Außen und in den Ecken folgen Johannes der Täufer und Johannes der Evangelist sowie die Kirchenlehrer Augustinus, Ambrosius, Hieronymus und Gregor. Über der Westempore befinden sich drei kleinere Bilder mit den Schriftbändern Gott sieht alles, Gott hört alles und Gott richt alles.
Im Chorraum ist die Decke ebenfalls durch Profilleisten unterteilt. Zudem sind die Flächen mit hellen farbigen Ornamenten ausgemalt. Die dunklen Gemäldetafeln an den Kreuzungen der Leisten zeigen im Mittelpunkt eine Huldigung des Altarsakraments. Darum herum gruppiert die vier Heiligen Georg, Magnus, Valentin und Martin.

### Altäre

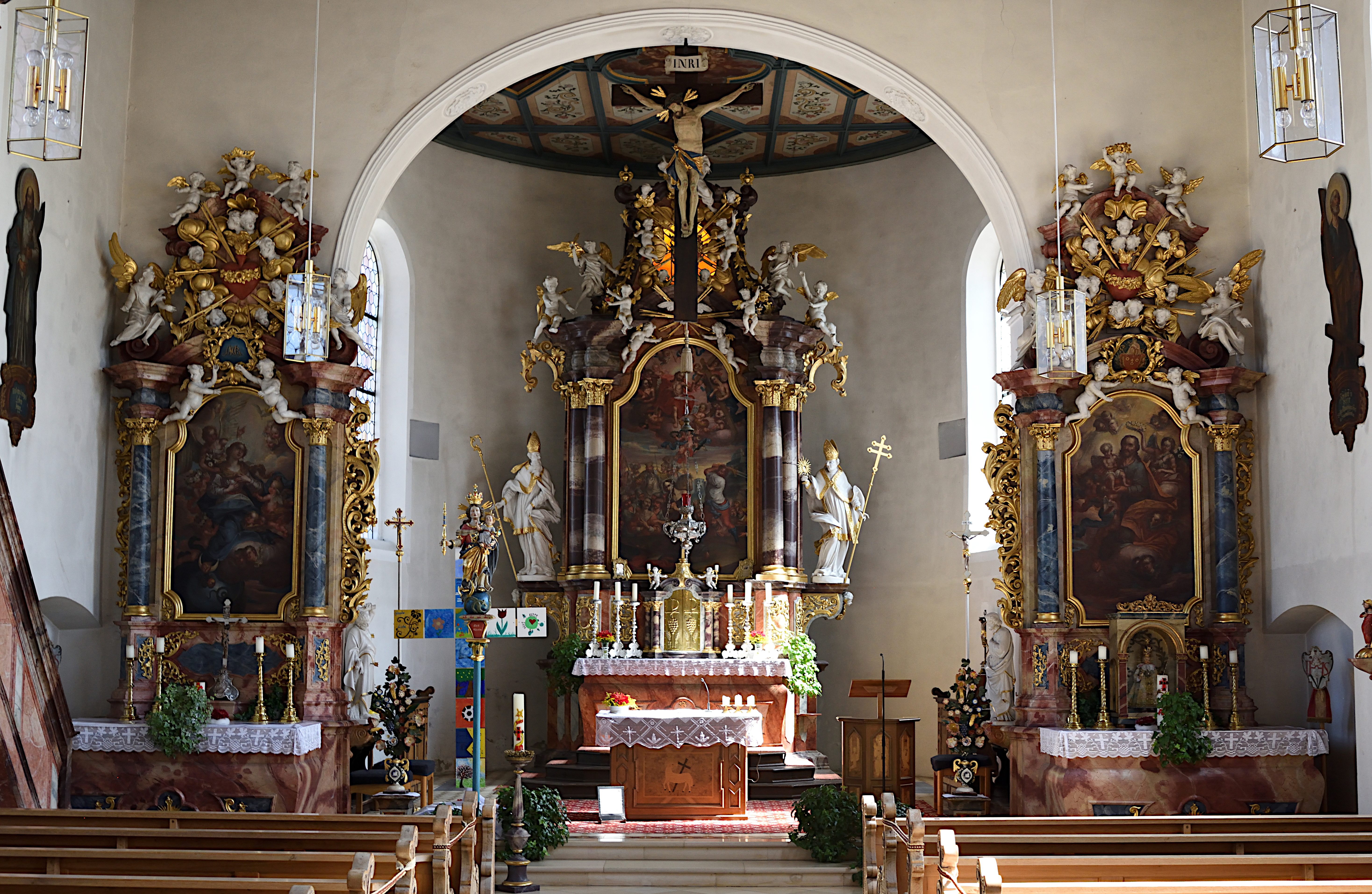
Chor und Altäre

Der Hochaltar wurde 1724 bis 1725 in der Klosterwerkstatt von Schussenried geschaffen. Das Altargemälde von Gabriel Weiß stellt die Enthauptung des Kirchenpatrons Jakobus dar. Die Himmelsszene im oberen Teil des Gemäldes zeigt Christus in einer Wolkenglorie, umgeben von Engeln.
Die umgebenden Figuren und Ornamente schuf Johann Georg Prestel. Im Zentrum eines reich verzierten Sockels unterhalb des Altarblattes steht der um 1900 erneuerte Tabernakel. Die Treibarbeit an seinen Türen gestaltete der damalige Pfarrer Alois Gessler. Das Altarkreuz stammt aus dem Klassizismus. Seitlich wird das Altargemälde von glatten Säulen eingerahmt. Rechts außen schließt sich eine in Weiß gehaltene Statue des heiligen Norbert an, der als Gründer des Prämonstratenserordens für die Bauherren der Kirche seht. Ihm gegenüber steht links außen eine Statue des Kirchenvaters Augustinus. In der Giebelzone gruppieren sich Engel und Putten unter und um eine Herz-Jesu-Figur. Durch den dahinter befindlichen Oculus erscheint sie in goldenem Licht. Ganz oben auf der Spitze steht eine Statuette von Gott dem Vater.
Die beiden Seitenaltäre wurden 1724 in der Klosterwerkstatt von Schussenried gefertigt und ebenfalls von Gabriel Weiß und Johann Georg Prestel gestaltet. Das Altarbild auf der linken Seite zeigt die unbefleckte Empfängnis Mariens, während der Altar auf der rechten Seite dem heiligen Josef gewidmet ist.

### Sonstige Ausstattung

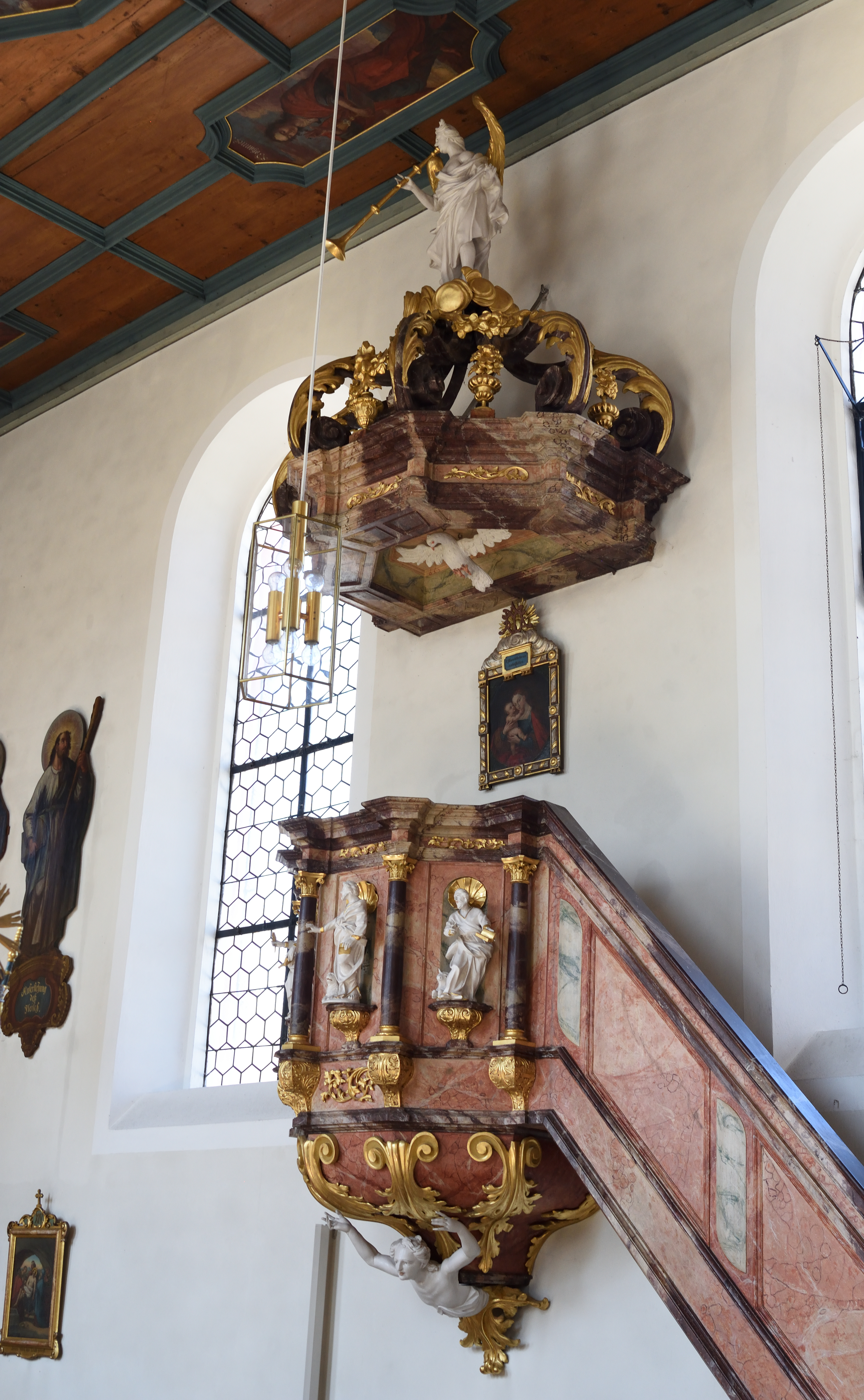
Predigtkanzel

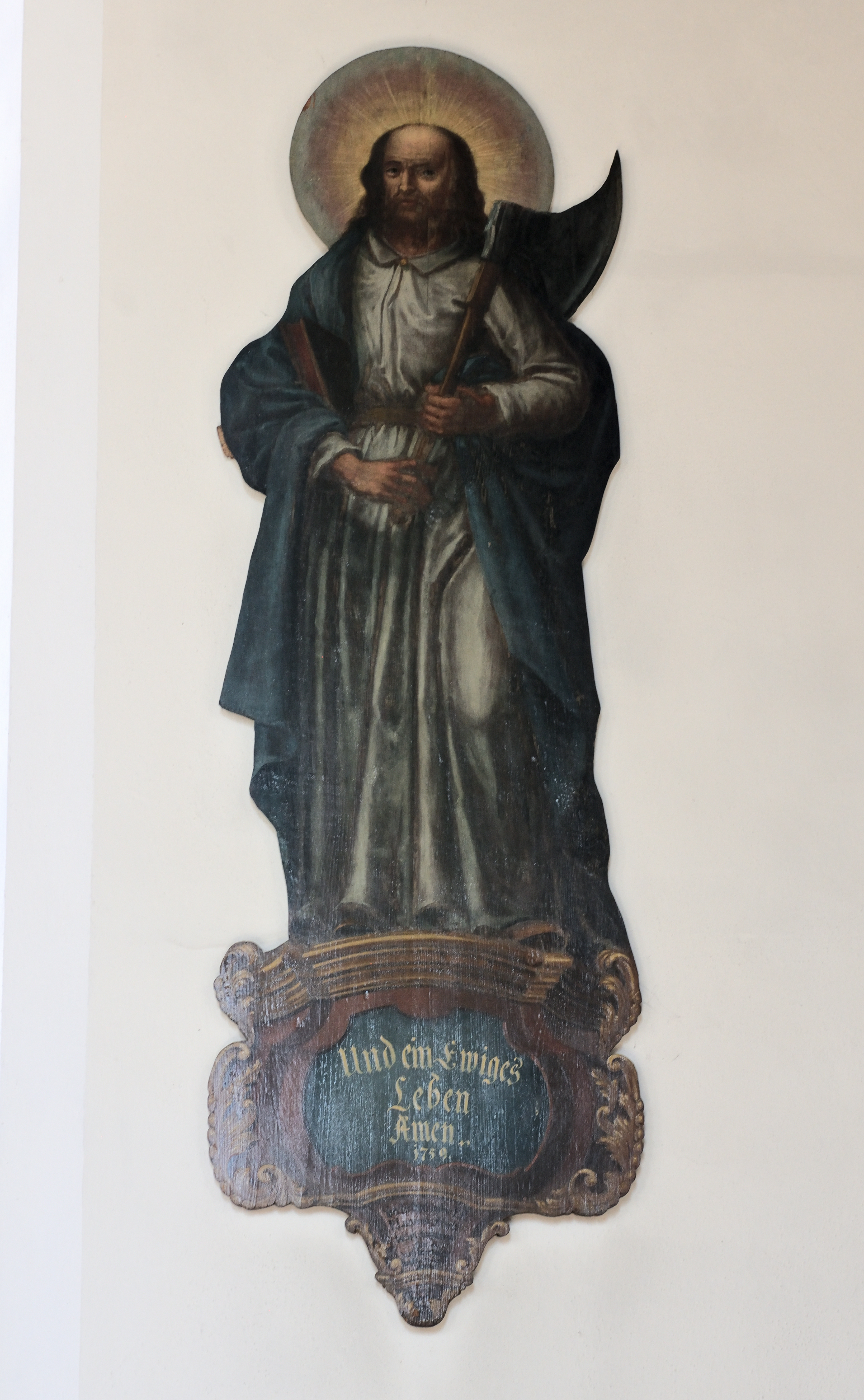
Apostelfigur im Langhaus

Die Kanzel an der linken Seite wurde ebenfalls von Gabriel Weiß und Johann Georg Prestel gestaltet. In den vier durch kleine Säulen gebildeten Nischen am Kanzelkorb befinden sich Statuetten der vier Evangelisten. Der Schalldeckel trägt abwechselnd Akanthusvoluten und Blumenvasen. Auf seiner Spitze steht ein großer Engel mit einer Posaune.
Zu beiden Seiten des Chors befindet sich jeweils ein Beichtstuhl mit einem verbundenen zweisitzigen Chorstuhl aus der Bauzeit der Kirche, beide mit fein gearbeitetem Eichenholzfurnier. Ebenfalls im Chor befindet sich der von Johann Georg Prestel gearbeitete Taufstein.
An beiden Wänden des Langhauses ist eine Gruppe von jeweils sechs bemalten Brettfiguren, geschaffen von Gabriel Weiß. Sie stellen die zwölf Apostel da. Zu ihren Füßen ist jeweils ein Glaubenssatz aus dem Credo in der spätbarocken Fassung notiert. Darunter sind in kleinerer Schrift die Namen der Stifter zu lesen. Ergänzt wird der Zyklus im Chor durch die Figuren Mariens als Königin der Apostel und von Christus als Erlöser der Welt.
An der Nordwand des Chors zeigt ein großes Ölgemälde aus dem frühen 18. Jahrhundert die Taufe des Königs Chlodwig I. durch den heiligen Remigius. An der rechten Langhausseite befindet sich eine Kopie der Maria vom guten Rat aus Genazzano. An der nördlichen Langhauswand zeigt ein spätgotisches Vesperbild aus der Zeit um 1500 die Mater Dolorosa, die den Leichnam des gekreuzigten Jesus auf ihrem Schoß hält. Es wurde im 18. Jahrhundert von Gabriel Weiß überarbeitet. Das große Kruzifix im Chorbogen wurde um 1722 überarbeitet.